# Marina Gennadjewna Kupzowa
Marina Gennadjewna Kupzowa (russisch Марина Геннадьевна Купцова, engl. Transkription Marina Kuptsova; * 22. Dezember 1981 in Moskau) ist eine russische Hochspringerin.

## Leben
Bereits in den Junioren-Klassen konnte Kupzowa internationale Erfolge feiern. So gewann sie bei den Juniorenweltmeisterschaften 1998 in Annecy die Gold- und zwei Jahre später bei der gleichen Veranstaltung in Santiago de Chile die Silbermedaille. Ebenfalls im Jahr 2000 nahm Kuptsowa an den Olympischen Spielen in Sydney teil.
Medaillen bei internationalen Großveranstaltungen in der Aktivenklasse folgten 2002 und 2003. Bei den Halleneuropameisterschaften 2002 in Wien gewann Kupzowa mit immer noch aktueller persönlicher Bestleistung von 2,03 m. Im Sommer desselben Jahres reichten bei den Europameisterschaften in München 1,92 m für die Silbermedaille hinter Kajsa Bergqvist.
Ebenfalls einen zweiten Rang belegte Kupzowa mit 2,00 m bei den Weltmeisterschaften 2003 in Paris/Saint-Denis hinter Hestrie Cloete und höhengleich mit der Dritten Bergqvist. Im selben Jahr gewann Kupzowa auch die nationalen Meisterschaften.
Nach einer Verletzung der Achillessehne im Jahr 2004 konnte Kupzowa nicht mehr an ihre alte Leistungsstärke anknüpfen.

## Sonstiges
Marina Kupzowa ist 1,85 m groß, ihr Wettkampfgewicht betrug 56 kg.

## Bestleistungen
- Halle: 2,03 m, 2. März 2002, Wien
- Freiluft: 2,02 m, 1. Juni 2003, Hengelo